# خطر (مجموعه تلویزیونی)
خطر  (به انگلیسی: Jeopardy) یک سریال علمی–تخیلی درام کودکانه است که از ۲۶ آوریل ۲۰۰۲ تا ۱۱ مه ۲۰۰۴ بر روی شبکه بی‌بی‌سی وان پخش می شد.

## جوایز
| سال  | نامزدی / اثر | جایزه                                          | نتیجه |
| ---- | ------------ | ---------------------------------------------- | ----- |
| ۲۰۰۲ | خطر          | جایزه آکادمی بریتانیایی کودکان برای سریال درام | برنده |

## بازیگران

### بازیگران اصلی
- سامانتا باوی در نقش لوسی جفرز
- کری کوربت در نقش سارا فیتزویلیام
- گوردون مک کورکل در نقش دیوید هدجس
- کریگ جیکز-منکور در نقش هری هستینگز
- شلی اونیل در نقش شونا کمپبل
- جیمز آنتونی پیرسون در نقش سایمون تودور
- استنلی اسمیت در نقش لئون دوفی
- چارلی ویلسون در نقش کریسی مکتیر

### دیگر بازیگران
- پیتر سامنر
- جرید رابینسون
- پتا سرجنت